# Hisashi Iwakuma
Hisashi Iwakuma (岩隈 久志, Iwakuma Hisashi, né le 12 avril 1981 à Higashiyamato, Japon) est un lanceur droitier de baseball. Depuis 2012, il évolue pour les Mariners de Seattle de la Ligue majeure de baseball, après avoir joué dans les ligues japonaises de 2001 à 2011.
Il lance un match sans point ni coup sûr pour Seattle le 12 août 2015.

## Carrière

### Japon

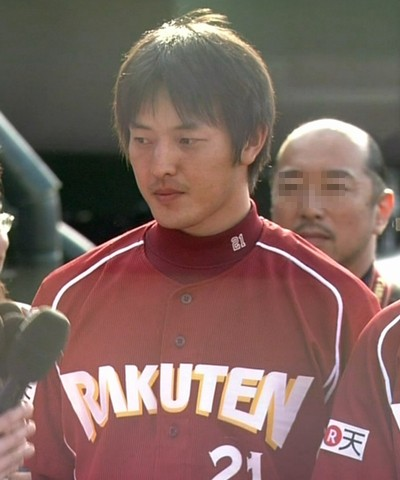
Hisashi Iwakuma en 2008 avec les Golden Eagles.

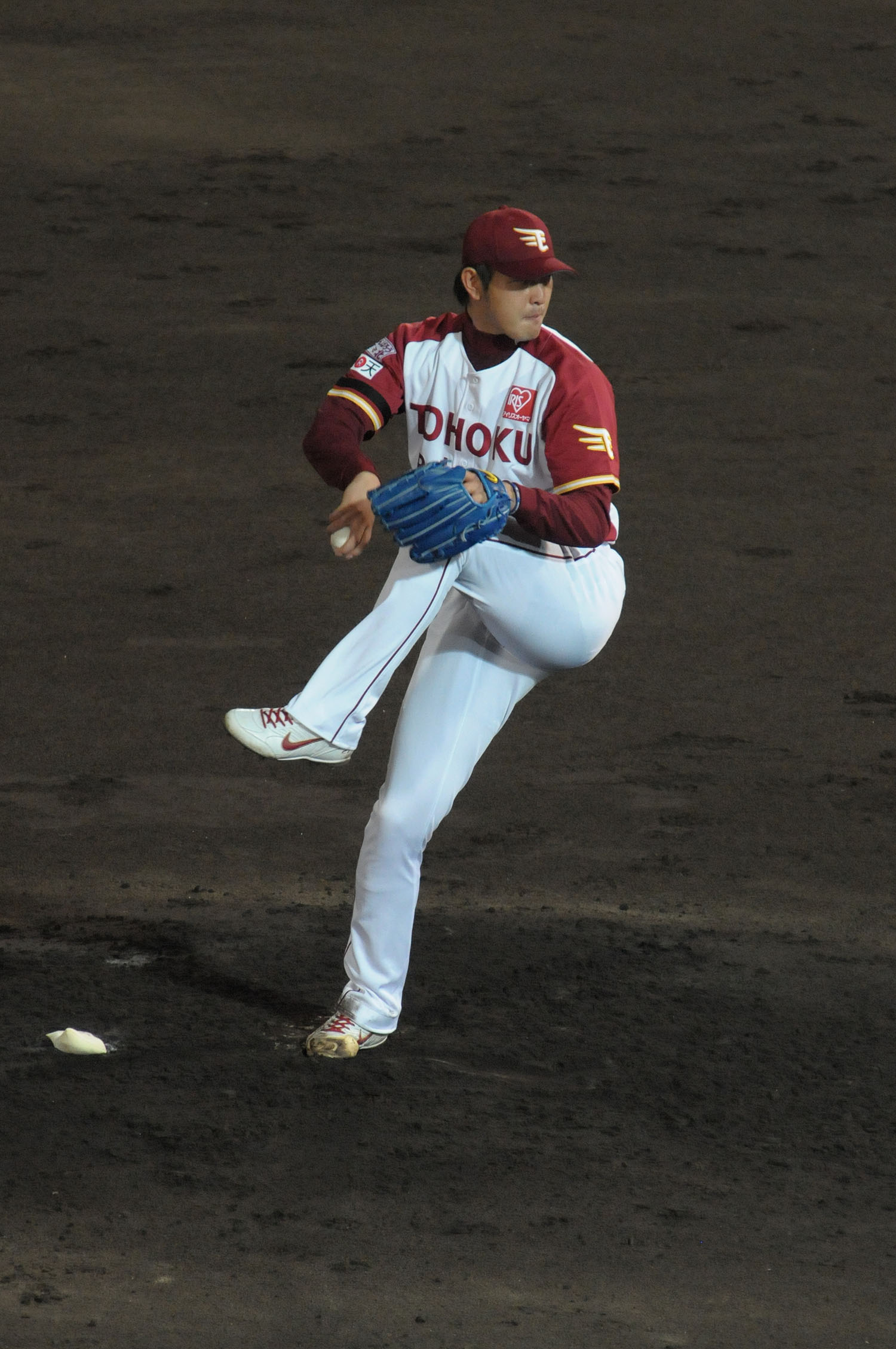
Hisashi Iwakuma au monticule en 2011 pour les Golden Eagles.

Hisashi Iwakuma amorce sa carrière dans la NPB au Japon en 2001 avec la franchise des Orix Buffaloes de la Ligue Pacifique, pour qui il joue quatre saisons.
En décembre 2004, il est échangé aux Tohoku Rakuten Golden Eagles. En 2005, il est après avoir lancé un match complet le lanceur gagnant lorsque la nouvelle équipe de la Ligue Pacifique remporte la première victoire de son histoire. Il remporte en 2008 le prix Eiji Sawamura du meilleur lanceur de la ligue et est nommé joueur par excellence de la saison dans la Ligue Pacifique.
Il s'aligne pour les Eagles jusqu'en 2011. Durant sa carrière au Japon, il est élu trois fois parmi les étoiles de la NPB.

### Jeux olympiques
Il participe au tournoi olympique de baseball avec l'équipe du Japon aux Jeux olympiques d'Athènes en 2004 et son pays remporte la médaille de bronze.

### Classique mondiale de baseball
Il s'aligne avec la sélection japonaise qui remporte la Classique mondiale de baseball en 2009. Ayant connu un excellent tournoi, il est préféré à Yu Darvish, pourtant considéré l'as de la rotation de lanceurs de l'équipe du Japon, pour être le lanceur partant du match de finale contre la Corée du Sud. Il livre une solide performance dans le match gagné 5-3 par le Japon en manches supplémentaires, mais c'est Yu Darvish, utilisé comme releveur, qui reçoit la décision gagnante.

### Ligue majeure de baseball

#### Saison 2012
Le 5 janvier 2012, Hisashi Iwakuma passe en Ligue majeure de baseball lorsqu'il accepte un contrat de 1,5 million de dollars US pour une saison avec les Mariners de Seattle. Le contrat inclut plusieurs bonis potentiels liés à ses performances. Il fait ses débuts dans le baseball majeur par une présence de 4 manches en relève contre les White Sox de Chicago le 20 avril 2012. Il dispute 30 matchs, dont 16 comme lanceur partant, à sa saison recrue aux États-Unis. Il remporte 9 matchs contre 5 défaites et maintient une moyenne de points mérités de 3,16 en 125 manches et un tiers lancées pour les Mariners.

#### Saison 2013
En 2013, Iwakuma termine 3e au vote fin d'année désignant le vainqueur du trophée Cy Young remis au meilleur lanceur de la Ligue américaine et reçoit sa première invitation au match des étoiles de mi-saison. Il termine de plus 19e au vote du joueur par excellence de la saison.
Sa moyenne de points mérités de 2,66 en 219 manches et deux tiers lancées est la 3e meilleure de la Ligue américaine. Sa WHIP de 1,006 est la 2e meilleure de la ligue après celle du lauréat du trophée Cy Young Max Scherzer, il est 3e de l'Américaine avec seulement 1,72 but-sur-balles accordés en moyenne par 9 manches au monticule, et 4e avec un ratio de 4,4 retraits sur des prises par but-sur-balles alloué. En 33 départs, il remporte 14 victoires contre 6 défaites pour Seattle. Il réussit un sommet en carrière de 185 retraits sur des prises.

#### Saison 2014
Malgré une moyenne de points mérités à la hausse qui atteint 3,52 en 179 manches lancées, Iwakuma enchaîne une bonne saison 2014 avec 15 victoires, 9 défaites et 154 retraits sur des prises. Il continue d'accorder très peu de buts-sur-balles : 1,05 en moyenne par 9 manches lancées, ce qui est le second meilleur total des majeures après le nouveau record établi par Phil Hughes des Twins du Minnesota. Il enregistre de plus 7,33 retrait sur des prises pour chaque but-sur-balles alloué à l'adversaire, le 3e meilleur total des majeures après Hughes et Clayton Kershaw.

#### Saison 2015
Dans une victoire de 3-0 à Seattle sur les Orioles de Baltimore le 12 août 2015, Hisashi Iwakuma lance un match sans point ni coup sûr, devenant le second Japonais après Hideo Nomo en 2001 à réussir l'exploit dans les majeures. 
Iwakuma est agent libre après la saison 2015. Le 6 décembre 2015, les médias présents aux assises d'hiver du baseball majeur rapportent que Hisashi Iwakuma et les Dodgers de Los Angeles se sont entendus sur les termes d'un contrat de 3 saisons, dont la valeur atteindrait 45 millions de dollars. L'entente est conditionnelle à une évaluation physique, mais les Dodgers ne sont pas satisfaits des résultats de celle-ci et reviennent sur leur offre. Le 18 décembre 2015, les Mariners de Seattle annoncent qu'ils réembauchent Iwakuma pour 3 ans qui garantit au lanceur la somme de 12 millions de dollars, avec une possibilité d'empocher 47,5 millions sur 3 ans s'il lance au moins 190 manches par saison.